# Hirehalli, Holenarsipur
Hirehalli là một làng thuộc tehsil Holenarsipur, huyện Hassan, bang Karnataka, Ấn Độ.